# Luís Correia (ort)
Luís Correia är en ort i Brasilien.   Den ligger i kommunen Luís Correia och delstaten Piauí, i den nordöstra delen av landet, 1 600 km norr om huvudstaden Brasília. Luís Correia ligger 3 meter över havet och antalet invånare är 11 479.
Terrängen runt Luís Correia är mycket platt. Havet är nära Luís Correia åt nordost. Runt Luís Correia är det ganska glesbefolkat, med 29 invånare per kvadratkilometer.. Närmaste större samhälle är Parnaíba, 12,5 km väster om Luís Correia.
Omgivningarna runt Luís Correia är huvudsakligen savann.